# Strnad zahradní
Strnad zahradní (Emberiza hortulana) je středně velký monotypický druh pěvce z čeledi strnadovitých.

## Popis
Velikosti vrabce (délka těla 15–16,5 cm). Sameček má zelenavě šedou hlavu s černými proužky, světle žlutý oční kroužek, vous a hrdlo, načervenalý zobák a nohy. Kostřec a spodinu těla má skořicově hnědé, křídla, ocas a hřbet tmavěji hnědé s černými podélnými skvrnami. Samice a mladí ptáci mají zbarvení šatu bledší, na temeni a hrudi jsou tmavě podélně proužkovaní. Ve všech šatech je jedním z nejdůležitějších poznávacich znaků žlutý kroužek kolem oka a načervenalý zobák. Ve svatebním šatu má sameček široký šedý pruh na hrudi a sytě hnědooranžové břicho a boky. 

## Hlas
Jednoduchá opakovaná melodie „ti-ti-ti-tá“ (na rozdíl od strnada obecného je poslední slabika snížena), vábení je jemnější než u strnada obecného, „jiiih“, také „cip“, „cih-ip“ atp.

## Rozšíření
Druh s evropským typem rozšíření. Tažný, zimuje převážně v tropické Africe (putuje tam zpravidla jednotlivě a v noci), v menší míře i na jihu Arabského poloostrova. Zpět se vrací koncem dubna a začátkem května. Od 50. let 20. století ve většině Evropy ubývá. Hnízdí v nižších polohách v kulturní krajině, na jihu areálu také v horských oblastech, často i nad 1500 m n. m. Těžiště jeho výskytu v Evropě leží v Turecku a v Rusku. Početnost v sousedním Polsku se pohybuje mezi 150 000 a 300 000 páry.

## Výskyt v Česku
V České republice zahnízdil strnad zahradní poprvé kolem roku 1860. Později se rozšířil do nižších poloh celé země; vrcholu dosáhlo jeho rozšíření v polovině 20. století, kdy byl místy nejhojnějším druhem strnada. Od konce 50. let se začala jeho početnost dramaticky snižovat, z řady oblastí zcela vymizel. Birdlife International uvádí početnost 100–200 párů, ovšem autoři Atlasu hnízdního rozšíření ptáků v České republice 2001–2003 odhadují celkovou početnost v letech 2001–2003 na pouhých 80–160 párů. Centrem jeho výskytu v ČR zůstávají severozápadní Čechy (hnědouhelné vysýpky v Podkrušnohoří), oblast Polabí a jižní Morava.

## Prostředí
Hnízdí v otevřené krajině s poli a remízky, stromořadími kolem cest, na teplých stráních s keři, na vinicích a v sadech i na okrajích světlých lesů.

## Chování
Vyskytuje se jednotlivě, po hnízdění v malých hejnech, sedává na stromeh, pobíhá po zemi, let je rychlý, vlnitý.

## Hnízdění

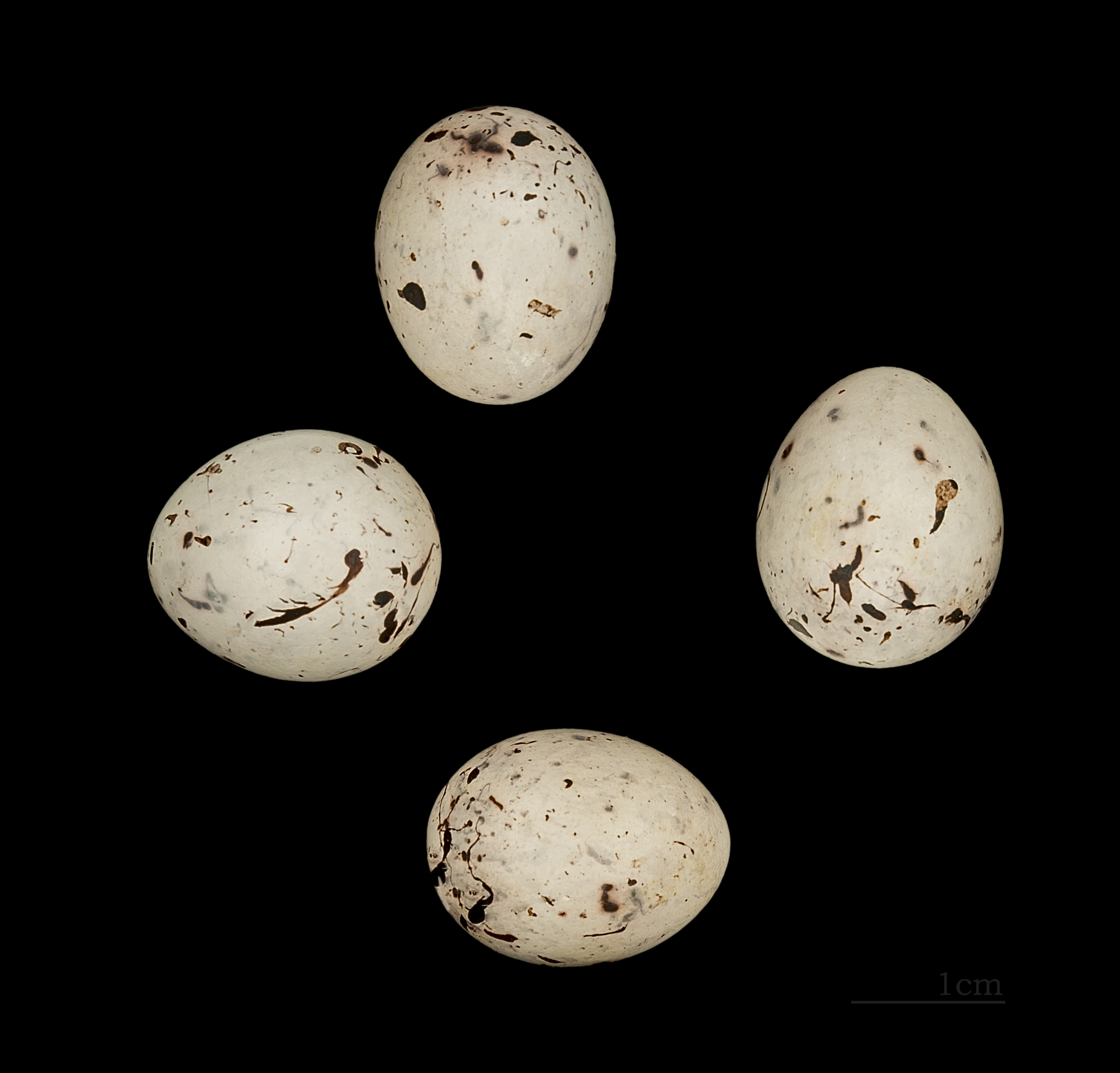
Emberiza hortulana

Hnízdí dvakrát ročně, od května do července. Hnízdo staví samička na zemi v trávě i na poli nebo těsně nad zemí, většinou ze suchých trav, kořínků, žíní a chlupů. Na 4–5 (3–6) bělavých až narůžovělých vajíčkách s šedavými skvrnkami a řidce roztroušenýmí tečkami a čárkami velikosti 19,9 × 15,6 mm sedí samička sama a sameček ji krmí. Inkubační doba je 11–13 dnů. O mláďata se starají oba rodiče. Mladí ptáci opouštějí hnízdo ve věku 12–13 dnů a o 8–12 dnů později jsou již plně samostatná. V době hnízdění bývá strnad zahradní značně plachý. Většinou je monogamní, ale jsou známy i případy polygamie.

## Potrava
Patrně převážně živočišná strava, zastoupená hmyzem a pavouky či jinými členovci a drobnými plži. Zejména v mimohnízdním období se živí také semeny a výhonky trav. Potravu sbírá nejen na zemi, ale i na stromech.

## Ochrana
V Červeném seznamu ČR (2003 i 2017) je zařazen v kategorii CR – kriticky ohrožený druh.

## České pojmenování
Strnad zahradní (E. hortulana) byl nazýván také „ortolan“, „ortulán“. Původ rodového jména je nejistý. Nejasný je již původ praslovanského „strьnadъ“ („strъnadъ“) – slovo může mít původ zvukomalebný podle hlasových projevů, příp. může pocházet z indoevropského „k’ri(m)-n-ōd-“ „kdo jí zrní“. Od substantiva „strnad“ je odvozeno sloveso „vystrnadit“, které vzniklo patrně podle řevnivosti samců v době hnízdění. Hovorové expresivní sloveso „vystrnadit“ znamená „přimět k odchodu“, „dostat ven“, „vypudit“, „vyhnat“ (např. „Nechtěl, aby ho vystrnadili z bytu.“).